# Черняевский, Алексей Осипович
Алексе́й О́сипович Черня́евский (1840, Шемаха — 14 декабря 1894, Тифлис) — выдающийся русский, а также азербайджанский педагог.

## Биография
Родился в Шемахе в 1840 году. Начальное образование получил в уездной школе. Затем он, как следует из формулярного списка:
обучался в Шемахинском высшем четырёхклассном училище, но курса наук не окончил; на службу вступил в Шемахинскую губернскую почтовую контору почтальоном, тысяча восемьсот пятьдесят седьмого года, февраля первого...
 Материальные затруднения вынудили юношу оставить школу. В 1864 году занял должность контролёра.
Вокруг него собирались дети окрестных сёл, и он, общаясь с ними, приобщал их к русскому языку. Его «учительство» не осталось незамеченным и 4 декабря 1867 года главным инспектором учебных заведений на Кавказе и за Кавказом А. Черняевский был назначен исполняющим должность учителя приготовительного класса Шемахинского уездного училища. В 1869 году его назначили директором закрытого пансиона в Душети-Тианети (Грузия). В 1870 году он стал директором Николаевской начальной школы в Тифлисе.
В 1871 году Черняевского назначили заместителем начальника управления народных школ Баку, затем он был переведён на ту же должность в Кубанский край, где с 1876 года в течение восьми лет он занимал должность начальника управления. В 1879 году в Закавказской учительской (Горийской) семинарии было создано азербайджанское отделение и А. О. Черняевский стал его инспектором, занимая эту должность до своей смерти 214 декабря 1894 года.
С именем А. О. Черняевского была связана подготовка целого ряда азербайджанских кадров: Фиридун бек Кочарли, Рашид бек Эфендиев, Сафарали бек Велибеков, Махмуд бек Махмудбеков, Теймур бек Байрамалибеков, Сулейман Сани Ахундов, Джалил Мамедкулизаде, Нариман Нариманов и др.
А. О. Черняевский является автором I части и соавтором (вместе с Сафарали беком Велибековым) II-й части «Вэтэн дили» («Родная речь»). Соавторы особо отмечали заслуги Гасаналиага хана Гарадагского в составлении «Вэтэн дили»: «Большинство басен и стихотворений обязательно составлено для настоящей книги Гасаналиагою ханом Карадагским, содержание же басен взято преимущественно из Крылова. Школа, для которой трудился Гасаналиага, должна быть весьма много обязана за первые опыты стихотворений, пригодных для детского возраста, так как в азербайджанской литературе почти вовсе нет подобных стихотворений; составители же не могут не выразить здесь хану Карадагскому, за его существенную помощь, глубокую признательность».

## Память
Имя Алексея Осиповича Черняевского присвоено школе в селении Маразы Шемахинского района (c 1990 года Гобустанского района). Перед зданием школы установлен его бюст.
В Наримановском районе города Баку именем Алексея Осиповича Черняевского, названа улица.
Образ Черняевского воплощена в романе Исмаила Шихлы «Кура неукротимая». В фильме же «Кура неукротимая», снятом по мотивам романа, роль Черняевского сыграл Владислав Ковальков.